# Sam Stockley
Samuel Joshua "Sam" Stockley, född 5 september 1977 i Tiverton i Devon, är en engelsk före detta fotbollsspelare (försvarare).